# Банкс (острови)
Банкс са вулканични острови, които лежат на 65 км2 югоизточно от островите Торес в Тихи океан и включват островите Гауа, Вануа Лава, Мота Лава и множество малки коралови острови. Банск е част от северната група острови на Република Вануату.
През 2009 г. островите са имали население от 8 533 души. Общата площ на островната група е 780 km 2.

## География
Най-големият остров е Гауа (наричан преди Санта Мария), който има пресечен терен, издигащ се до планината Гарет, активен вулкан в центъра на острова, на 797 m (2615 фута). Сладководното езеро Летас е най-голямото езеро във Вануату. Малко по-малък остров от групата, Вануа Лава, е по-висок 946 м (3104 фута); той също има активен вулкан, връх Суретамате висок 921 m. На изток от Вануа Лава се намират две островчета от групата, Равенга и Квакеа. Сола, столицата на провинцията Торба, е на Вануа Лава. Третият по големина остров в групата, Урепарапара (известен още като Парапара) е стар вулканичен конус, който е бил пробит от морето, образувайки залив, известен като Дивърс Бей, на източния му бряг.
На изток от тези по-големи острови се намират редица по-малки. Най-отдалеченият на север от тях, на 50 км (31 мили) североизточно от Урепарапара, е Вет Тагде (известен също като Вот Танде или Вот Ганай), изчезнал вулкан, който последно е изригнал преди 3,5 милиона години. Други малки острови в групата на островите Банкс включват островите Рова (наричани още Рифовите острови), които са няколко много малки, ниски острова на коралов атол. Мота Лава е най-големият и най-високият (411 m) от тази източна верига от острови. Край южния му бряг, прикрепен за високи корали, през които може да се гази по време на отлив, се намира малкият остров Ра. Островите Мота, Мериг и Мерелава завършват югоизточната част на архипелага.

## Икономика
Основната икономическа дейност е натуралното земеделие. Копра, кафе и какао се отглеждат за износ. Сярните находища на планината Суретамате на Вануа Лава преди са били обработвани от френска компания. Туризмът става все по-важен на островите, до които може да се стигне със самолет.

## Транспорт
Има летища на Мота Лава, Вануа Лава и Гауа, обслужвани от Еър Вануату, който изпълнява няколко полета всяка седмица и Еър Такси Вануату според заявка. Корабите идват на тези острови, основно за да вземат продуктите, които се изнасят, но те вземат и пътници.

## История
Подобно на останалата част от Вануату, островите Банкс са заселени за първи път около 12 век пр.н.е. от австронезийски мореплаватели, принадлежащи към културата на Лапита. Археолозите са открили древен обсидиан в Мота Лава, Вануа Лава и Гауа, а на Мота лава са открили керамика от културата на Лапита.
Между 25 и 29 април 1606 г. островите Банкс са станали първата част на Вануату, открита от европейски изследовател: испанска експедиция, водена от португалския изследовател Педро Фернандес де Кирос, преминава покрай Мерелава и спира в Гауа, преди да кацне на остров Еспириту Санто и да установи краткотрайна колония там. Мерелава е начертана като Сан Маркос, Мота Лава като Лагримас де Сан Педро (Сълзите на Св. Петър), Вануа Лава като Портал де Белен и Гауа като Санта Мария. 
Капитан Джеймс Кук изследва Вануату през 1774 г. и вярва, че е видял цялата верига, но не е видял островите Банкс. Те са проучени от Уилям Блай от британския флот и са кръстени на неговия покровител сър Джоузеф Банкс. Те са начертани от Матю Флиндърс. Вануа Лава е изследвана за първи път от епископ от Нова Зеландия, Джордж Селуин през 1859 г.

## Езици
Жителите на островите Банкс говорят 15 различни езика.  Няколко са застрашени, като се говорят от не повече от няколкостотин души, а в някои случаи и не повече от шепа хора.
Всички тези езици принадлежат към океанската подгрупа на австронезийското езиково семейство.